# Whistler Olympic Park
Koordinaten: 50° 8′ 7″ N, 123° 7′ 9″ W
Der Whistler Olympic Park ist ein für die Olympischen Winterspiele 2010 und Winter-Paralympics 2010 genutzter Skipark im Callaghan Valley, in der Southern Pacific Ranges, in der Nähe der Stadt Whistler in Kanada.
Auf dem Gelände des Parks wurden die Wettbewerbe im Biathlon, Skilanglauf, Nordische Kombination und Skispringen ausgetragen. Die Skisprungschanzen wurden 2007 erbaut und im März 2008 fand das erste Continental-Cup-Springen auf der Großschanze statt.
Der Skipark verfügt über 55 km an Skipisten. Die Baukosten betrugen 119 Mio. Kanadische Dollar.